# Julia Matijass
Julia Matijass   (Lyubinsky (urban-type settlement), 22 de setembre de 1973) és una judoka russa de naixement, però nacionalitzada alemanya el 1999, ja retirada, que va competir durant les dècades de 1990 i 2000.
El 2004 va prendre part en els Jocs Olímpics d'Estiu d'Atenes, on guanyà la medalla de bronze en la competició del pes extra lleuger del programa de judo.
En el seu palmarès també destaca una medalla de bronze al Campionat d'Europa de judo i quatre campionats nacional entre d'altres èxits.